# حنان البرعصي
حنان البرعصي (1973 - توفيت 10 نوفمبر 2020)، هي محامية وناشطة مدنية ليبية، عُرفت بسجالاتها ضد مسؤولين في شرق ليبيا اتهمتهم بالفساد والإثراء غير المشروع وإساءة استخدام السلطة وانتهاكات حقوق الإنسان. اغتيلت في 10 نوفمبر 2020.

## اغتيالها
اغتيلت في وضح النهار يوم الثلاثاء 10 نوفمبر 2020 في شارع 20 أحد أكبر الشوارع التجارية في مدينة بنغازي شرقي ليبياعلى يد مسلحين مجهولين، بعد أن أطلقوا عليها 30 رصاصة.